# Eliminacje Mistrzostw Europy w Piłce Nożnej 2016/Grupa I
W Grupie I eliminacji do ME 2016 biorą udział następujące zespoły:
- Portugalia
- Dania
- Serbia
- Albania
- Armenia

W grupie tej gra również gospodarz Mistrzostw Europy -  Francja. Wynika to z faktu, że grupa ta jest pięciozespołowa, więc jedna drużyna musiałaby pauzować. W związku z tym reprezentacja Francji rozegra z drużynami pauzującymi mecze towarzyskie.

## Tabela
| Zespół     | Pkt | M | W | R | P | Br+ | Br− | +/− |
| ---------- | --- | - | - | - | - | --- | --- | --- |
| Portugalia | 21  | 8 | 7 | 0 | 1 | 11  | 5   | +6  |
| Albania    | 14  | 8 | 4 | 2 | 2 | 10  | 5   | +5  |
| Dania      | 12  | 8 | 3 | 3 | 2 | 8   | 5   | +3  |
| Serbia     | 4   | 8 | 2 | 1 | 5 | 8   | 13  | −5  |
| Armenia    | 2   | 8 | 0 | 2 | 6 | 5   | 14  | −9  |

|            | Portugalia | Dania | Serbia | Armenia | Albania |
| ---------- | ---------- | ----- | ------ | ------- | ------- |
| Portugalia | X          | 1:0   | 2:1    | 1:0     | 0:1     |
| Dania      | 0:1        | X     | 2:0    | 2:1     | 0:0     |
| Serbia     | 1:2        | 1:3   | X      | 2:0     | 0:3     |
| Armenia    | 2:3        | 0:0   | 1:1    | X       | 0:3     |
| Albania    | 0:1        | 1:1   | 0:2    | 2:1     | X       |

## Wyniki
Czas: CET
| 7 września 2014 18:00 | Dania · Højbjerg 65' · Kahlenberg 80' | 2:1(0:0)Raport | Armenia · 50' Mychitarian | Parken, Kopenhaga Widzów: 20 141 Sędzia: Alexandru Tudor |
|                       |                                       |                |                           |                                                          |

| 7 września 2014 20:45 | Portugalia | 0:1(0:0)Raport | Albania · 52' Balaj | Estádio Municipal, Aveiro Widzów: 23 205 Sędzia: Ruddy Buquet |
|                       |            |                |                     |                                                               |

| 11 października 2014 18:00 | Armenia · Arzumanian 73' | 1:1(0:0)Raport | Serbia · 90' Tošić | Stadion Hanrapetakan, Erywań Widzów: 7 500 Sędzia: Tom Harald Hagen |
|                            |                          |                |                    |                                                                     |

| 11 października 2014 20:45 | Albania · Lenjani 38' | 1:1(1:0)Raport | Dania · 81' Vibe | Elbasan Arena, Elbasan Widzów: 12 800 Sędzia: Viktor Kassai |
|                            |                       |                |                  |                                                             |

| 14 października 2014 20:45 | Dania | 0:1(0:0)Raport | Portugalia · 90+5' Ronaldo | Parken, Kopenhaga Widzów: 36 562 Sędzia: Felix Brych |
|                            |       |                |                            |                                                      |

| 14 października 2014 20:45 | Serbia | 0:3 wo.(0:0)Raport | Albania | Stadion Partizana, Belgrad Widzów: 25 200 Sędzia: Martin Atkinson |
|                            |        |                    |         |                                                                   |

| 14 listopada 2014 20:45 | Portugalia · Ronaldo 72' | 1:0(0:0)Raport | Armenia | Estádio Algarve, Algarve Widzów: 21 042 Sędzia: Anastasios Sidiropulos |
|                         |                          |                |         |                                                                        |

| 14 listopada 2014 20:45 | Serbia · Tošić 4' | 1:3(1:0)Raport | Dania · 60', 85' Bendtner · 62' Kjær | Stadion Partizana, Belgrad Widzów: 0 Sędzia: Cüneyt Çakır |
|                         |                   |                |                                      |                                                           |

| 29 marca 2015 18:00 | Albania · Mavraj 77' · Gashi 81' | 2:1(0:1)Raport | Armenia · 4' (sam.) Mavraj | Elbasan Arena, Elbasan Widzów: 12 300 Sędzia: David Fernández Borbalán |
|                     |                                  |                |                            |                                                                        |

| 29 marca 2015 20:45 | Portugalia · Carvalho 10' · Coentrão 63' | 2:1(1:0)Raport | Serbia · 61' Matić | Estádio da Luz, Lizbona Widzów: 58 430 Sędzia: Gianluca Rocchi |
|                     |                                          |                |                    |                                                                |

| 13 czerwca 2015 18:00 | Armenia · Pizzelli 14' · Mkoyan 72' | 2:3(1:1)Raport | Portugalia · 29' (k.), 55', 58' Ronaldo | Stadion Hanrapetakan, Erywań Widzów: 14 527 Sędzia: Serge Gumienny |
|                       |                                     |                |                                         |                                                                    |

| 13 czerwca 2015 20:45 | Dania · Y.Poulsen 13' · J.Poulsen 87' | 2:0(1:0)Raport | Serbia | Parken, Kopenhaga Widzów: 30 887 Sędzia: Björn Kuipers |
|                       |                                       |                |        |                                                        |

| 4 września 2015 20:45 | Dania | 0:0Raport | Albania | Parken, Kopenhaga Widzów: 35 648 Sędzia: William Collum |
|                       |       |           |         |                                                         |

| 4 września 2015 20:45 | Serbia · Hayrapetyan 22' (sam.) · Ljajić 53' | 2:01:0Raport | Armenia | (bez udziału publiczności) Widzów: 150 Sędzia: Miroslav Zelinka |
|                       |                                              |              |         |                                                                 |

| 7 września 2015 18:00 | Armenia | 0:0(0:0)Raport | Dania | Vazgen Sargsyan Republican Stadium, Erywań Widzów: 7 500 Sędzia: Svein Oddvar Moen |
|                       |         |                |       |                                                                                    |

| 7 września 2015 20:45 | Albania | 0:1(0:0)Raport | Portugalia · 90+2' Veloso | Elbasan Arena, Elbasan Widzów: 12 121 Sędzia: Jonas Eriksson |
|                       |         |                |                           |                                                              |

| 8 października 2015 20:45 | Albania | 0:2(0:0)Raport | Serbia · 90+1' Kolarov · 90+4' Ljajić | Stadion Loro-Boriçi, Szkodra Sędzia: Nicola Rizzoli |
|                           |         |                |                                       |                                                     |

| 8 października 2015 20:45 | Portugalia · Moutinho 66' | 1:0(0:0)Raport | Dania | Estádio Municipal, Braga Sędzia: Mark Clattenburg |
|                           |                           |                |       |                                                   |

| 11 października 2015 18:00 | Armenia | 0:3(0:2)Raport | Albania · 9' (sam) Hovhannisyan · 23' Djimsiti · 76' Sadiku | Vazgen Sargsyan Republican Stadium, Erywań Sędzia: Szymon Marciniak |
|                            |         |                |                                                             |                                                                     |

| 11 października 2015 18:00 | Serbia · Tošić 65' | 1:2(0:1)Raport | Portugalia · 5' Nani · 78' Moutinho | Stadion Crvena Zvezda, Belgrad Sędzia: David Fernández Borbalán |
|                            |                    |                |                                     |                                                                 |

## Mecze towarzyskie
| 7 września 2014 20:45 | Serbia · Kolarov 80' | 1:1(0:1)Raport | Francja · 13' Pogba | Stadion Partizana, Belgrad Widzów: 12 000 Sędzia: Wolfgang Stark |
|                       |                      |                |                     |                                                                  |

| 11 września 2014 20:45 | Francja · Benzema 3' · Pogba 69' | 2:1(1:0)Raport | Portugalia · 77' (k.) Quaresma | Stade de France, Saint-Denis Widzów: 79 000 Sędzia: Szymon Marciniak |
|                        |                                  |                |                                |                                                                      |

| 14 października 2014 18:00 | Armenia | 0:3(0:1)Raport | Francja · 7' Rémy · 55' (k) Gignac · 84' Griezmann | Vazgen Sargsyan Republican Stadium, Erywań Widzów: 6000 Sędzia: István Kovács |
|                            |         |                |                                                    |                                                                               |

| 14 listopada 2014 20:45 | Francja · Griezmann 73' | 1:10:1Raport | Albania · 40' Mavraj | Stade de la Route de Lorient, Rennes Widzów: 26 000 Sędzia: Miroslav Zelinka |
|                         |                         |              |                      |                                                                              |

| 29 marca 2015 20:45 | Francja · Lacazette 14' · Giroud 38' | 2:0(2:0)Raport | Dania | Stade Geoffroy-Guichard, Saint-Étienne Widzów: 35 000 Sędzia: Ivan Kružliak |
|                     |                                      |                |       |                                                                             |

| 13 czerwca 2015 20:45 | Albania · Kaçe 43' | 1:0(1:0)Raport | Francja | Elbasan Arena, Elbasan Widzów: 13 000 Sędzia: Halis Özkahya |
|                       |                    |                |         |                                                             |

| 4 września 2015 20:45 | Portugalia | 0:10:0Raport | Francja · 85' Valbuena | Estádio José Alvalade, Lizbona Sędzia: Danny Makkelie |
|                       |            |              |                        |                                                       |

| 7 września 2015 20:45 | Francja · Matuidi 9', 25' | 2:1(2:1)Raport | Serbia · 39' Mitrović |  |
|                       |                           |                |                       |  |

| 8 października 2015 20:45 | Francja · Griezmann 35' · Cabaye 55' · Benzema 78', 79' | 4:0(1:0)Raport | Armenia | Allianz Riviera, Nicea Sędzia: Slavko Vinčić |
|                           |                                                         |                |         |                                              |

| 11 października 2015 20:45 | Dania · Sviatchenko 90+1' | 1:2(0:2)Raport | Francja · 4', 6' Giroud | Parken, Kopenhaga Sędzia: Jonas Eriksson |
|                            |                           |                |                         |                                          |